# Rebecca Latimer Felton
Rebecca Ann Latimer Felton (Decatur, 10 giugno 1835 – Atlanta, 24 gennaio 1930) è stata una politica statunitense, prima donna a diventare Senatrice negli Stati Uniti d'America, il 21 novembre 1922.
Scrittrice e insegnante, il suo impegno politico durò molto, al punto da ottenere due altri prestigiosi primati che permangono tuttora: quello di senatore più anziano (all'età di 87 anni) e quello di mandato più breve (un solo giorno). È stata, inoltre, l'unica donna senatrice dello stato della Georgia sino al 2020, quando la Repubblicana Kelly Loeffler, 49 anni, è stata eletta.
Sostenitrice del suffragio universale femminile e dell'uguaglianza fra i sessi, appoggiò sempre la schiavitù ed il suprematismo bianco; ebbe inoltre occasione di affermare che il linciaggio degli afro-americani fosse legittimo, nonché uno strumento di "difesa sociale" dalle "fameliche bestie umane".

## Istruzione, insegnamento e matrimonio

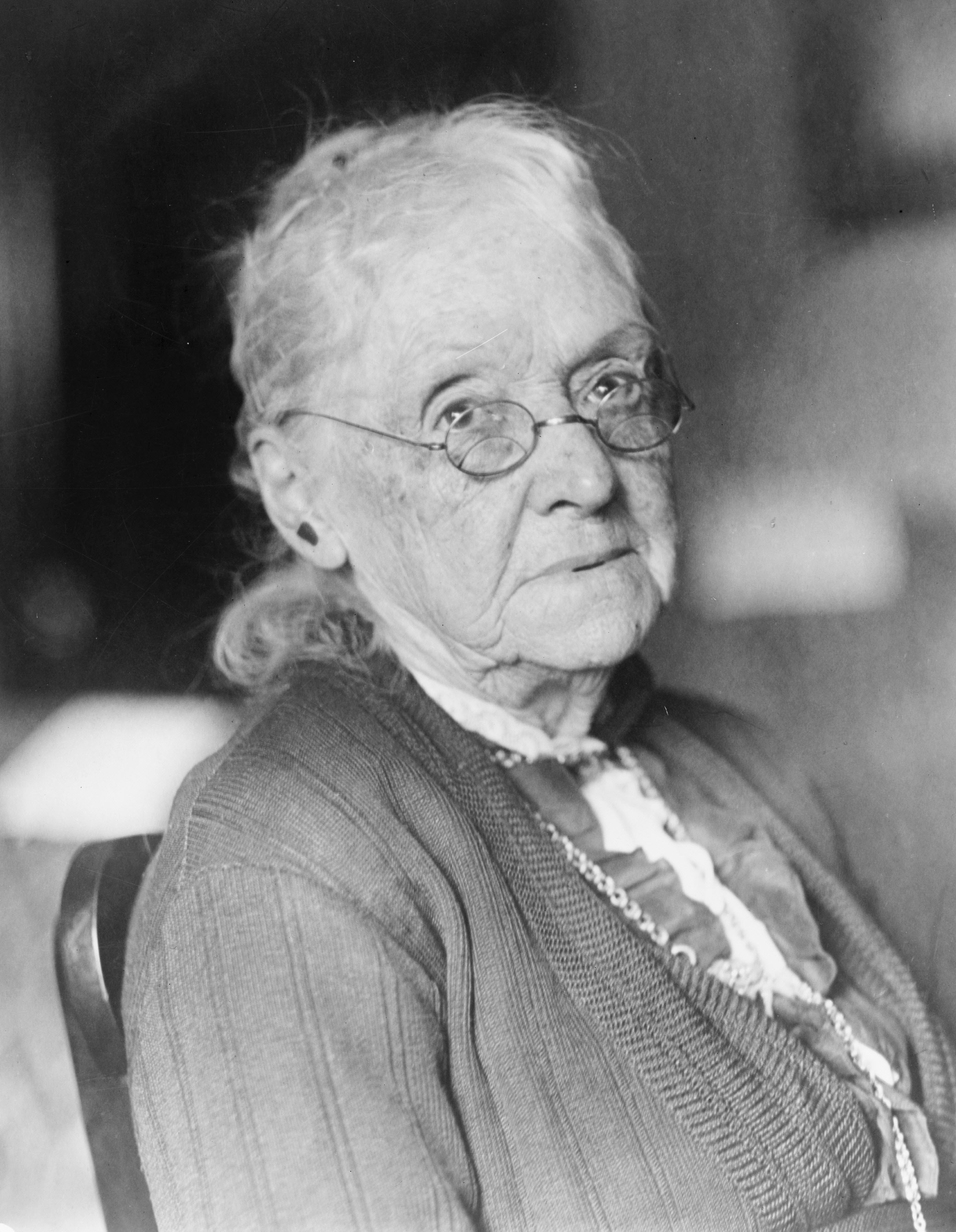
Rebecca Latimer Felton durante la vedovanza.

Rebecca Ann Latimer nacque nella contea di DeKalb in Georgia. Frequentò le scuole pubbliche e si laureò al Madison Female College nel 1852. Si trasferì nella contea di Bartow nel 1854 per dedicarsi all'insegnamento. I suoi interessi spaziavano dalla scrittura e letteratura, fino ai diritti delle donne e delle problematiche legate all'agricoltura.
Il marito della donna, William Harrel Felton, era un pastore metodista con un interesse per l'agricoltura del tutto analogo a quello coltivato dalla moglie. Rebecca divenne segretaria di suo marito quando questi venne eletto presso la Camera dei Rappresentanti e ricoprì la sua carica dal 4 marzo 1875 fino al 3 marzo 1881. William Felton ricoprì anche altre cariche nel parlamento della Georgia (dal 1884 al 1890) e nell'Università della Georgia (dal 1886 al 1892) prima di morire il 24 settembre del 1909 quando sua moglie aveva 74 anni.

## La visione razziale
Felton era una sostenitrice del potere bianco. 
È stata l’ultimo membro del Congresso degli Stati Uniti a possedere degli schiavi. 
Rebecca Felton riteneva che i "giovani neri" che rivendicavano il diritto a un trattamento più equo non fossero altro che dei "gorilla mezzi civilizzati", e imputava loro di provare nei confronti delle donne bianche una "brutale lussuria". Si batteva per il suffragio femminile bianco negando lo stesso diritto ai neri, nella convinzione che tale diritto avrebbe avuto come conseguenza un’ondata di stupri ai danni delle donne bianche.
In seguito al linciaggio di Sam Hose, un giovane afroamericano che venne torturato e bruciato vivo dalla folla nella contea di Coweta, in Georgia, dopo un processo sommario, la Felton affermò che qualunque “padre e marito dal cuore sincero” avrebbe ucciso “la bestia” e che Hose meritava meno compassione di quanta ne meritasse un cane rabbioso.
Felton incoraggiava un incremento nel numero dei linciaggi, sostenendo che tale pratica fosse comunque paragonabile a "un paradiso" in confronto allo stupro delle donne bianche.  In un’occasione affermò esplicitamente che i linciaggi operati dai bianchi del Sud erano uno strumento di difesa sociale:
(Signora W.H. Felton, 11 agosto 1897)

## L'elezione e l'incarico al Senato

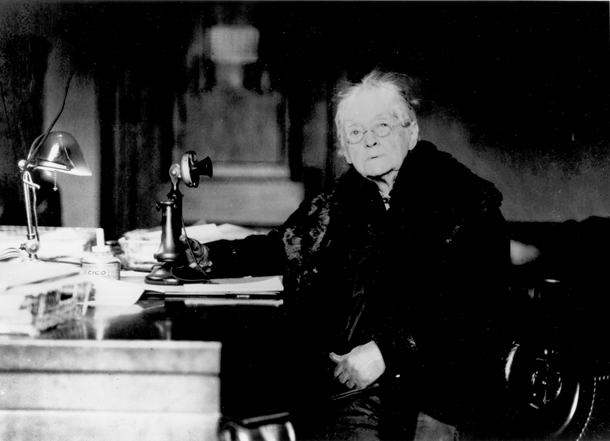
Rebecca Latimer Felton nella sua scrivania, al Senato.

Nel 1922, il Governatore della Georgia, Thomas Hardwick, si candidò alle elezioni generali per il Senato, dopo la morte prematura del senatore Thomas Watson. Per cercare di assicurarsi anche il voto delle donne e di parte della sua opposizione, Hardwick propose la Felton per il seggio vacante al senato, il 3 ottobre 1922, fino alle elezioni che sarebbero poi avvenute l'anno successivo. Sebbene alcune perplessità si fossero sollevate dai seggi del senato per questa scelta, la sua nomina fu accettata il 21 novembre successivo.
Il suo servizio durò fino alle elezioni successive, il 22 novembre del 1922, ovvero un solo giorno dopo la sua nomina effettiva. Dopo la sua esperienza, si ritirò a vita privata presso Cartersville, fino alla morte avvenuta ad Atlanta, nel 1930. Venne seppellita presso il cimitero di Cartersville.